# Єнево (Добрицька область)
Є́нево (болг. Енево) — село в Добрицькій області Болгарії. Входить до складу общини Добричка.

## Населення
За даними перепису населення 2011 року у селі проживали 175 осіб, з них 173 особи (98,9%) — турки.
Розподіл населення за віком у 2011 році:
Динаміка населення: